# Mont (Malmedy)
Mont is een gehucht in Bévercé, een deelgemeente van de faciliteitengemeente Malmedy in de Belgische provincie Luik.
Rond Mont liggen veel bossen en heuvels; het gehucht staat tevens bekend om zijn vele chalets.
In Mont spreken de meeste mensen Frans én Duits; Malmedy is dan ook een zogeheten faciliteitengemeente.
Deelgemeenten: Bellevaux-Ligneuville · Bévercé · Malmedy

Overige kernen: Arimont · Baugnez · Bellevaux · Bernister · Boussire · Burnenville · Chevofosse · Chôdes · Cligneval · Difflot · Falize · Floriheid · G'doûmont · Géromont · Gohimont · Hédomont · Lamonriville · Lasnenville · Ligneuville · Longfaye · Macampagne · Mé · Meiz · Mont · Otaimont · Planche · Pont · Préaix · Reculémont · Ronxhy · Warche · Winbomont · Xhoffraix · Xhurdebise

Belgische gemeenten · arrondissement Verviers · provincie Luik · Wallonië